# Битва при Зеркане
Битва при Зеркане — последний бой в карьере Ашраф-шаха Хотака как государственного деятеля. Будучи неоднократно разбит персидской армией Надир-шаха при Дамгане и при Мундшахаре, Ашраф был вынужден бежать из Исфахана на юг в Шираз, чтобы восстановить свою армию. Несмотря на то, что он нашел некоторую поддержку среди некоторых местных племен, он был окончательно разбит при Зеркане и бежал из Персии, исторические записи не позволяют установить обстоятельства и время его смерти.

## Битва
Надир провел в общей сложности 40 дней в столице Исфахане, решая в основном политические вопросы, прежде чем отправиться на юг для окончательного разгрома сил Ашрафа. Примерно в 30 км к северу от Шираза он столкнулся с афганской армией, которая бросилась в атаку прежде, чем персидские линии были полностью развернуты. Однако опытные персидские стрелки отбили нападение, применив отработанные в предыдущих сражениях тактику, доведенную до совершенства во время многочисленных столкновений с афганской конницей в последние несколько лет. Персидская артиллерия посеяла хаос в колоннах афганской конницы, а персидская кавалерия стремительно разгромила афганскую пехоту. Попытка Ашрафа сплотить ряды и организовать контратаку провалилась, и афганская пехота побежала, а почти вся конница Ашрафа была уничтожена огнем персидской артиллерии.

## Последствия
Ашраф предпринял попытку переговоров, чтобы спасти свою жизнь, и послал к Надиру сефевидских принцесс, которых он увез с собой, когда бежал из Исфахана. В конечном счете он решил не сдаваться в плен, а бежать в надежде достичь Кандагара. В сумерках Ашраф попытался бежать вместе со свитой, но отряд из 500 персидских и курдских всадников догнал его у моста Феса. В бою побежавшие афганцы частью были убиты, частью — утонули в реке.